# Melanemerellidae
De Melanemerellidae vormen een familie van haften (Ephemeroptera).

## Geslachten
De familie Melanemerellidae omvat slechts het volgende geslacht:
- Melanemerella Ulmer, 1920